# Хроматизм (музыка)
Хромати́зм (от др.-греч. χρώμα — цвет) в мажорно-минорной  тональности  — мелодический ход на полутон от диатонической к одноимённой хроматической ступени звукоряда (или наоборот); например, в до-мажоре f-fis и fis-f; то же что, увеличенная прима (хроматический полутон); напротив, as-h (увеличенная секунда), h-as1 (уменьшённая септима) — хроматические интервалы, но не хроматизмы.
Не любой ход на полутон — хроматизм. Например, ход h-c в тональности до мажор не считается хроматизмом, поскольку в этом случае полутоновый ход происходит от ступени одного наименования к ступени другого наименования. Таким образом, оценка того или иного мелодического хода как «хроматического», «диатонического» или какого-либо другого зависит от гармонической логики целого (прежде всего, от целостной трактовки ладового звукоряда).
Термин «хроматизм» иногда употребляют в том же смысле, что и термин «хроматика» (один из интервальных родов).